# Chile i olympiska sommarspelen 1948
Chile deltog med 54 deltagare vid de olympiska sommarspelen 1948 i London. Ingen av landets deltagare erövrade någon medalj.